# Pearsall (Texas)
Pearsall es una ciudad ubicada en el condado de Frío en el estado estadounidense de Texas. En el Censo de 2010 tenía una población de 9.146 habitantes y una densidad poblacional de 593,49 personas por km².

## Geografía
Pearsall se encuentra ubicada en las coordenadas 28°53′17″N 99°5′56″O / 28.88806, -99.09889. Según la Oficina del Censo de los Estados Unidos, Pearsall tiene una superficie total de 15.41 km², de la cual 15.37 km² corresponden a tierra firme y (0.27%) 0.04 km² es agua.

## Demografía
Según el censo de 2010, había 9.146 personas residiendo en Pearsall. La densidad de población era de 593,49 hab./km². De los 9.146 habitantes, Pearsall estaba compuesto por el 78.93% blancos, el 1.31% eran afroamericanos, el 0.48% eran amerindios, el 3.33% eran asiáticos, el 0% eran isleños del Pacífico, el 14.12% eran de otras razas y el 1.83% pertenecían a dos o más razas. Del total de la población el 85.11% eran hispanos o latinos de cualquier raza.